# Asperitas (wolk)

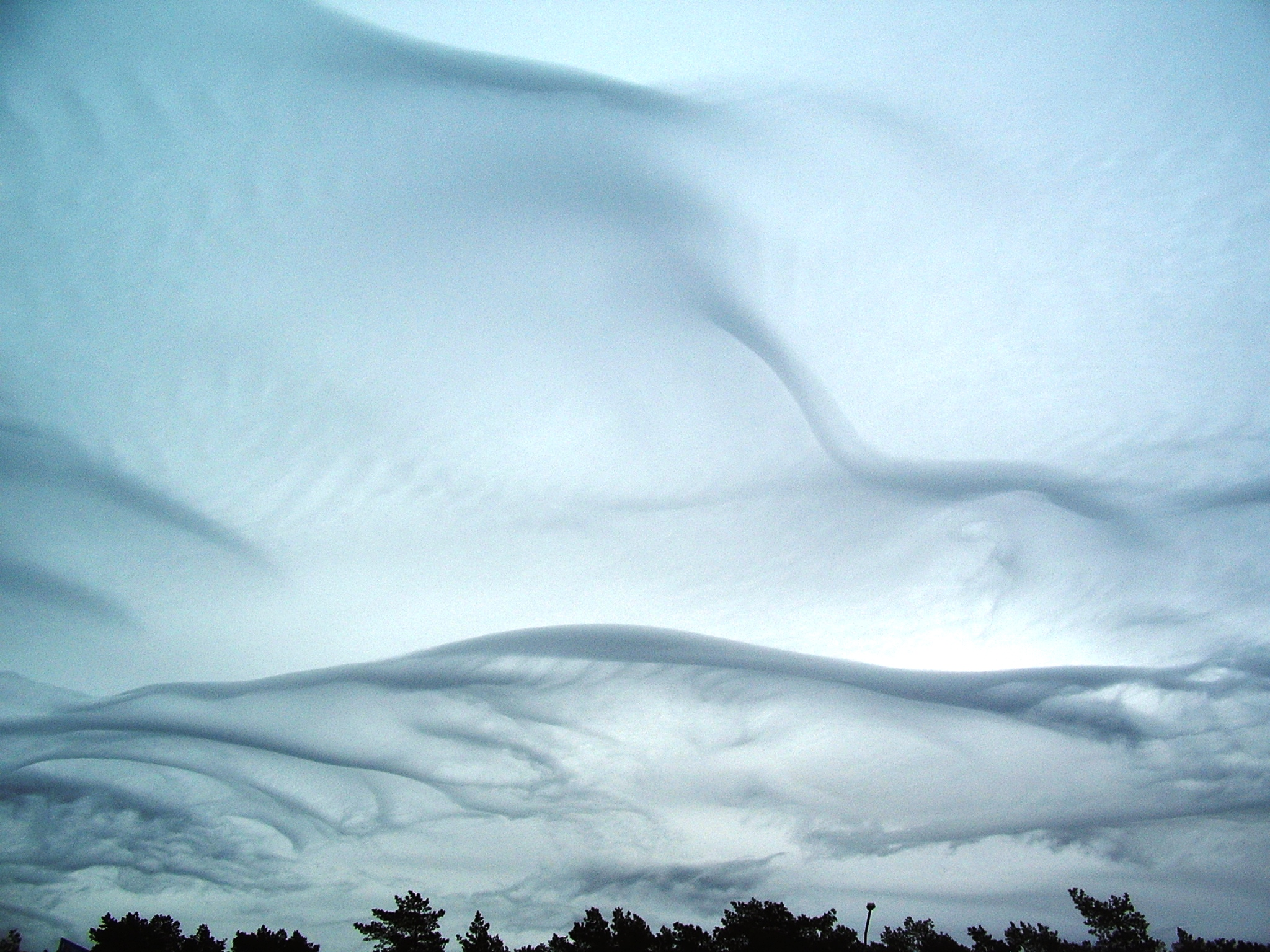
Asperitaswolken

Asperitas (voluit Altostratus (undulatus) asperitas), ook bekend als bubbelwolk, is een wolkenvariant die zich kenmerkt door een sterk chaotisch en golvend oppervlak aan de onderzijde, dat de indruk wekt van een omgekeerd berglandschap of ruwe zee. De Wereld Meteorologische Organisatie omschrijft het uiterlijk als "een formatie bestaande uit scherp gedefinieerde, golfachtige structuren aan de onderzijde van de wolk, chaotischer en met minder horizontale ordening dan undulatus. Zij wordt gekenmerkt door gelokaliseerde golven in de basis van de wolk, die effen kunnen zijn of bespikkeld met kleinere structuren, soms neerdalend in scherpe punten, alsof het het onderaanzicht van een ruig zeeoppervlak betreft. Verschillende gradaties van belichting en wolkdikte kunnen dramatische visuele effecten hebben."
De wolkenvariant stond eerder bekend onder de onofficiële naam (undulatus) asperatus, die in 2009 door werd voorgedragen door Gavin Pretor-Pinney, de oprichter van The Cloud Appreciation Society, om als aparte soort te worden geclassificeerd. Op grond van onderzoek naar het soort weerpatronen waarin de wolken verschijnen werd de variant in 2015 officieel door de Wereld Meteorologische Organisatie aangenomen onder de naam asperitas (Latijn voor "ruwheid", "ruigheid") als een subvariëteit van het wolkengeslacht altostratus en als zodanig opgenomen in de nieuwe editie van de Internationale Wolkenatlas.
De wolken zijn het nauwst verwant aan undulatuswolken. Hoewel ze donker en stormachtig lijken, hebben ze de neiging te verdwijnen zonder een storm te vormen. De onheilspellend uitziende wolken komen vooral voor op de Great Plains van de Verenigde Staten, vaak tijdens de ochtend- of middaguren volgend op convectieve onweersbui-activiteit. 